# کلارکسبورو (نیوجرسی)
کلارکسبورو (به انگلیسی: Clarksboro) یک منطقهٔ مسکونی در ایالات متحده آمریکا است که در گرینویچ شرقی، نیوجرسی واقع شده‌است. کلارکسبورو ۱۹ متر بالاتر از سطح دریا واقع شده‌است.